# Тайна самой жизни
«Тайна самой жизни» (англ. The Secret Fate of All Life) — пятый эпизод первого сезона американского криминального драматического телесериала-антологии «Настоящий детектив». Премьера эпизода состоялась 16 февраля 2014 года на канале HBO. Его режиссёром стал Кэри Фукунага, а сценарий написал Ник Пиццолатто.
В эпизоде показаны три временных периода. В одном из них, в 1995 году, детективы полиции штата Луизиана Растин «Раст» Коул (Мэттью Макконахи) и Мартин «Марти» Харт (Вуди Харрельсон), расследующие убийство Доры Лэнг и ряд других преступлений, находят главного подозреваемого — Реджи Леду. Затем мы видим тех же детективов семь лет спустя, в 2002 году, когда появляются новые данные о деле Доры Лэнг. В 2012 году детективы Мейнард Гилбо (Майкл Поттс) и Томас Папания (Тори Киттлз) продолжают беседовать с Растом и Марти по поводу событий семнадцатилетней давности, в частности по поводу перестрелки с Реджи Леду. Помимо детективной истории раскрываются подробности личной жизни Марти и Раста.
По данным Nielsen Media Research, эпизод посмотрело 2,25 млн зрителей, он получил рейтинг 0,9 в возрастной группе от 18 до 49 лет. Эпизод получил положительные оценки критиков, высоко оценивших актёрскую игру, режиссуру и сценарий. За этот эпизод шоураннер и сценарист Ник Пиццолатто был номинирован на премию «За лучший сценарий драматического телесериала» на 66-й церемонии «Эмми» в 2014 году.

## Сюжет

### 2012
Детективы Гилбо (Майкл Поттс) и Папания (Тори Киттлз) опрашивают Раста Коула (Мэттью Макконахи) и Марти Харта (Вуди Харрельсон) по поводу участия в перестрелке с Реджи Леду и его кузеном. Марти и Раст излагают одну и ту же версию событий, согласно которой произошла хаотичная перестрелка, в ходе которой был убит Реджи. Гилбо и Папания говорят Расту, что знают о его присутствии на месте преступления при расследовании нескольких убийств. Также у них вызывает вопросы смерть преподобного Таттла, произошедшая вскоре после возвращения Раста в Луизиану. Они интересуются, что Раст хранит на складе, но Коул отказывается предоставить им доступ к складу без ордера. Разочарованный обвинениями в свой адрес, Раст завершает беседу с детективами.
Гилбо и Папания сообщают Марти о подозрениях по поводу причастности Раста к убийствам, ссылаясь на ряд совпадений, а также не странности в поведении Коула. Марти сначала отрицает эту возможность, но, выслушав аргументы детективов, начинает сомневаться.

### 1995
В баре Рыжий (Джозеф Сикора) организует встречу Раста с Деваллом Леду (Оулавюр Дарри Оулафссон), кузеном Реджи и его партнёром по производству метамфетамина. Раст предлагает Деваллу организовать бизнес по обмену кокаина на метамфетамин, но тот отказывается работать с Растом и уезжает. За его машиной едет Марти, который отслеживает убежище Леду в лесу и сообщает об этом Расту. Раст со связанным на заднем сиденье Рыжим приезжает на место.
Успешно пройдя мимо нескольких расставленных в лесу ловушек, Раст и Марти находят дом Леду. Они надевают наручники на Реджи Леду (Чарльз Халфорд) и выводят его из дома. Марти исследует припаркованный трейлер. Выйдя из него, он молча приближается к Реджи Леду стреляет ему в голову. Раст стреляет в пытающегося убежать Девалла, тот наступает на мину и взрывается. Раст заходит в трейлер и видит там двух детей, мальчика и девочку, которых там насильно удерживали и насиловали. Затем Раст обсуждает с Марти, как сымитировать перестрелку и убийство Леду в качестве самообороны (Марти снимает с трупа Реджи наручники, а Раст расстреливает магазин из автомата по деревьям). Затем они покидают территорию, неся на руках детей, к месту преступления пребывают власти.
В участке Марти и Раста встречают как героев. Марти повышают до сержанта, а Раст получает грамоту. После этих событий Мэгги (Мишель Монаган) позволяет Марти видеться с дочерьми.

### 2002
Марти и Мэгги снова вместе и часто ходят на «двойные свидания» с Растом и его новой девушкой Лори (Элизабет Ризер). Репутация Раста в полицейском департаменте также улучшилась, он эффективно «раскалывает» подозреваемых, добиваясь от них признательных показаний.
Дочь Марти Одри (Эрин Мориарти) задерживают полицейские за секс с двумя совершеннолетними парнями, что выводит Марти из себя. В пылу спора он даёт дочери пощёчину, что не одобряет Мэгги.
В ходе допроса Гая Фрэнсиса (Кристофер Берри), обвиняемого в двойном убийстве, Раст добивается признательных показаний. Фрэнсис предлагает Расту сделку, заявляя, что знает человека, который на самом деле убил Дору Лэнг, и это не тот, кого они убили в 1995 году. Раст сначала не верит ему, но когда Гай говорит о «Жёлтом короле», детектив требует назвать ему имя и набрасывается на Фрэнсиса, после чего полицейские выводят его из комнаты для допросов. На следующий день Раст и Марти приезжают для допроса Фрэнсиса, но узнают, что он совершил самоубийство в своей камере после звонка адвоката. Они отслеживают, откуда был звонок, найдя телефонную будку в безлюдном месте.
Раст снова приезжает к дереву, где нашли труп Доры Лэнг в 1995 году. Спустя семь лет на том месте он находит плетёные конструкции из веток, похожие на те, что были в сарае, где играла Мари Фонтено. Затем он возвращается в заброшенную школу «Путь света», где видит зловещие рисунки на стенах и множество плетёных скульптур.

## Восприятие

### Рейтинги
Эпизод посмотрело 2,25 млн зрителей, рейтинг у аудитории от 18 до 49 лет по шкале Нильсена составил 0,9. Это означает, что 0,9 % всех домохозяйств США посмотрело эпизод. Показатели выросли на 13 % по сравнению с четвёртым эпизодом, который посмотрели 1,99 млн человек (рейтинг Нильсена 0,8 в группе 18—49 лет).

### Оценки критиков
Эпизод получил положительные отзывы критиков. Джим Вейвода из IGN поставил эпизоду 9,7 балла из 10 возможных, назвав его «напряжённым, жутким и откровенным» и заметил: «В центре внимания — внутренняя тьма Коула, хотя Харт тоже проявляет себя».
Эрик Адамс из The A.V. Club поставил эпизоду оценку «A», сравнив его с 14-м эпизодом телесериала «Твин Пикс». Бритт Хейз из Screen Crush отметила, что её «шокировал» и «ошеломил» момент, когда Марти без колебаний стреляет Реджи Леду в голову, хотя зритель ещё не знает, что именно он увидел: «Что бы ни было в том контейнере, оно не может быть таким же ужасным, как картина, которую рисует наше воображение, что само по себе является выдающимся техническим приёмом».
Алан Сепинуолл из HitFix написал, что хотя Пиццолатто больше интересует история Коула и Харта, чем собственно детективное расследование, в этом эпизоде зритель увидел некий сюжетный баланс, а также отметил: «Возможно, мы никогда не поймём до конца, кто убил Дору Лэнг и зачем, пока мы по-настоящему не поймём Раста и Марти и то, на что они способны». Гуилим Мамфорд из The Guardian назвал эпизод «мрачным и динамичным». Сэм Адамс из IndieWire признался, что рассуждения Раста о четырёх измерениях напомнили ему графический роман Алана Мура и Эдди Кэмпбелла «Из ада», а сюжет двигается в сторону «странной фантастики» и чего-то лавкафтовского.
Кенни Херцог из Vulture поставил эпизоду 5 баллов из 5 и задался вопросом, о чём вообще сериал: «Он о навязчивых идеях — о том, как они заставляют нас что-то делать, но не достигать чего-то значимого. Или о противоположности туннельного зрения: быть в моменте, смотреть по сторонам и быть скромным. Или, быть может, это предупреждение о том, что нельзя брать на себя слишком много». Тони Сокол из Den of Geek поставил эпизоду 4,5 балла из 5 и пошутил: «Время — это плоский круг. Всё, что мы делаем или когда-либо делали, мы сделаем снова. Коул считает, что дети, которых они нашли в лесу, будут переживать этот кошмар снова и снова в какой-то мистической петле времени. А я? Я буду смотреть этот эпизод снова. Хочешь что-то увидеть? Получи ордер». Шейн Райан из Paste поставил эпизоду 9,8 балла из 10 возможных и рассмотрел в своей рецензии различные теории о том, кто мог бы быть «Жёлтым королем»  — Раст Коул, неизвестный пока сообщник Реджи Леду, Марти Харт. Он заключает: «Затаив дыхание, мы наблюдали низвержение стандартной драмы, увидев сначала кульминацию, затем развязку, и затем тайну. Это захватывающая история, и красивая картинка, и философский ужас… В отличие от сериалов, выдёргивающих ковёр у нас из-под ног дешёвыми трюками, этот ведёт нас в новые глубины, не оскверняя то, что мы видели ранее. Углубляясь в эти пещеры, немногие оставшиеся недоброжелатели сериала будут находить всё меньше и меньше утешения, повторяя свои однотипные претензии, которые меркнут из-за грандиозности этого шоу, которое может превзойти только само себя».

### Награды и номинации
За этот эпизод шоураннер и сценарист Ник Пиццолатто был номинирован на премию «За лучший сценарий драматического телесериала» на 66-й церемонии «Эмми» в 2014 году. Награду в итоге получила Мойра Уолли-Бекетт за сценарий эпизода «Озимандия» телесериала «Во все тяжкие».